# Heinrich Angst
Heinrich Angst (n. 29 august 1915 – d. 9 septembrie 1989) a fost un bober ce a reprezentat Elveția, medaliat olimpic. A participat la două ediții ale Jocurilor Olimpice (1948, 1956) în care a câștigat o medalie de aur.